# Гуґо Вайдель
Гу́ґо Ва́йдель, Хуго Вайдель (нім. Hugo Weidel, 13 листопада 1849, Відень — 7 червня 1899 Відень) — австрійський хімік.

## Біографія
Уго Вайдель був габілітований в 1878 році у Віденському університеті з хімії. У 1886 році він був призначений в  Університет природних ресурсів та прикладних наук про життя професором. З 1891 року — професор Віденського університету.

## Наукова діяльність
В основному Вайдель займався дослідженнями окислення та деградації алкалоїдів, нікотинової та берберінової кислот, фенольних похідних бензену та тваринного дьогтю. Реакція Вайделя названа на його честь.

## Нагороди
У 1880 році Вейдель отримав премію Лібена.